# Attentat Rock
Attentat Rock est un groupe de heavy metal traditionnel et power metal français, originaire d'Avignon, en Provence-Alpes-Côte d'Azur. Il se rebaptise Pink Rose en 1986. Le groupe se sépare en 1987, puis se reconstitue en 2008. Ils participent festival Hellfest en 2013.

## Biographie
Attentat Rock est formé en 1980 à Avignon avec Pierre Bremond à la basse, Didier Rochette à la guitare et au chant, et Alain Soler à la batterie. Martial Van Zerger remplace Alain à la batterie et Hervé Raynal complète le groupe. Après la publication du 45 tours, intitulé Blouson noir, le groupe publie son premier album studio, Attentat Rock, l'année suivante, en 1981,. Thierry Gaulme devient ensuite le nouveau batteur du groupe pour la sortie du deuxième album Le Gang des Saigneurs en 1984 au label Brennus Music,. 
Didier Rochette décide de quitter le groupe, et est remplacé par Marc Quee au chant, et Fabrice à la guitare. Le groupe entre ensuite directement en studio pour l'enregistrement du troisième album Strike. En 1985 sort donc l'album Strike. Après le départ de Hervé, Attentat Rock devient Pink Rose, et ne publie qu'un seul album sous ce nom, intitulé Just What You Needed en 1988. Le chant est effectué par Marc Quee, un chanteur suédois d'origine argentine,. En 1987, le groupe décide de se séparer.
Après plus de vingt années d'absence, Attentat Rock annonce son retour en 2008. « L’idée nous a souvent traversé l’esprit. Mais pour différentes raisons, cela [le retour] ne s’est jamais concrétisé. Et puis, il y a quelques semaines, Brennus, le label qui redistribue nos albums m’a contacté avec cette proposition du PMF3. Nous avons tous étés séduits par cette proposition et avons décidé de se reformer pour cet événement. Ca va nous faire drôle de remettre ça plus de 20 ans après », explique Fabrice.
En 2012, Attentat Rock annonce la mort de Didier Rochette, guitariste et premier chanteur du groupe. Celui-ci occupait depuis 2005 la fonction de directeur des services culturels du conseil général des Alpes-Maritimes,.
En 2013, le groupe participe au Hellfest, organisé à Clisson.
En 2019, le label Grumpy Mood réédite le premier album du groupe en version vinyle.

## Membres

### Membres actuels
- Thierry Gaulme – batterie (1981-1987, depuis 2008)[1]
- Fabrice Fourgeaud – guitare (1984-1987, depuis 2008) [1]
- Pierre Brémond – basse (1980-1987, depuis 2008)[1]
- Hervé Raynal – guitare (fin 1980-1985, depuis 2008)[1]
- Marc Quee – chant (1984-1987, depuis 2008)[1]

### Anciens membres
- Alain Soler – batterie (1980)[1]
- Martial Van Zerger – batterie (1980-1981 ; décédé en 2017)[1]
- Didier Rochette – guitare, chant (1980-1984 ; décédé en 2012)[1]
- Stéphane Bonneau – guitare (1985-1986)[1]